# Hatfield (Hertfordshire)
Hatfield is een civil parish in het bestuurlijke gebied Welwyn Hatfield, in het Engelse graafschap Hertfordshire. De plaats ligt aan de rivier de Lea. Hatfield telde in 2021 circa 41.000 inwoners. Hatfield was de vestigingsplaats van de voormalige vliegtuigbouwer De Havilland.

## Geboren
- Martin Carthy (1941), folkzanger en gitarist
- Colin Blunstone (1945), zanger
- Pippa Haywood (1961), actrice
- Guy Ritchie (1968), regisseur
- Edward Corrie (1988), tennisser

## Stedenband
- Zierikzee (Nederland)